# James Paris Lee
James Parris Lee (ur. 9 sierpnia 1831 w Hawick, Szkocja, zm. 24 lutego 1904 w USA) – amerykański konstruktor i producent broni strzeleckiej, szkockiego pochodzenia.

## Życiorys
James Lee w młodości wyemigrował do USA, gdzie założył firmę Lee Firearms Company, produkującą skonstruowane przez niego 11 mm odtylcowe karabiny jednostrzałowe. Wynalazł donośnik wymienny, będący prototypem magazynka pistoletowego. W latach 1862–1872 uzyskał siedem patentów dotyczących odtylcowej broni palnej i patent na 11,43 mm karabin z magazynkiem wymiennym wz. 1879. Jeden ze skonstruowanych przez Jamesa Lee karabinów stał się przepisową bronią Armii Brytyjskiej; początkowo w wersji na amunicję elaborowaną prochem czarnym (Lee-Metford), później w wersji zasilanej amunicją bezdymną (Lee-Enfield), inny został przyjęty do uzbrojenia US Navy (Lee M1895). W 1896 opracował karabin o najmniejszym kalibrze 5,94 mm.